# American Eagle (motorfiets)
American Eagle Motorcycle Company Inc., gevestigd in Hollister, Californië, is een Amerikaanse fabrikant van motorfietsen, die sinds 1995 zware V-twins bouwt, vooral choppers en customs.